# 安博禮
安博禮（英語：Ambrosian Rite）又名米蘭禮，是天主教西方教会拉丁礼中的一種禮拜儀式礼仪，由曾任米蘭主教的聖安博所建立因而得名。主要使用於意大利米蘭及附近地區。也用于西仪东正教会中。

## 歷史
此禮，始創於公元4世紀的主教聖安博。16世紀再由聖嘉祿樞機重整禮儀，並使用至今。雖然，此禮儀在歷史上更因為與羅馬禮有些竞争，而頗受打壓。但在第二次梵蒂岡大公會議後天主教會改革，各儀典都容許發展。另外，曾任米蘭總主教的教宗保祿六世，也大力支持此禮儀的發展。

## 現況
禮儀不同羅馬禮，現在大部份使用此禮儀的天主教徒，即約500萬名是由米蘭總教區所牧。一些安博禮堂區分佈在意大利的科莫教區、貝加莫教區、洛迪教區、诺瓦拉教区：和曼托瓦教區。而且，在瑞士的盧加諾教區有50個堂區是使用該禮儀。

## 外部連結
- 安博礼实况录像 （页面存档备份，存于）
- 天主教百科全書文章（页面存档备份，存于）
- 安博禮資源 （页面存档备份，存于）
- 安博禮 （页面存档备份，存于） （意大利文）
- http://www.archive.org/details/ambrosianliturgy00cathuoft